# Джанджгир-Чампа
Джанджгир-Чампа (англ. Janjgir-Champa) — округ в индийском штате Чхаттисгарх. Образован 25 мая 1998 года. Административный центр — город Джанджгир. Площадь округа — 3852 км². По данным всеиндийской переписи 2001 года население округа составляло 1 317 431 человек. Уровень грамотности взрослого населения составлял 65,9 %, что выше среднеиндийского уровня (59,5 %). Доля городского населения составляла 11 %.